# Arianismus
Der Arianismus war eine antitrinitarische theologische Position innerhalb des spätantiken Frühchristentums, die unmittelbar von ihrem namensgebenden Theologen Arius (circa 260–327 n. Chr.) und dessen Anhängern vertreten wurde.
Arius betrachtete die beispielsweise im Bekenntnis von Nicäa (325) behauptete Wesensgleichheit von Gott/Gott-Vater und Sohn als Irrlehre, da sie dem Monotheismus widerspreche, bei welchem der Sohn und der Heilige Geist nur in untergeordneter, nicht Gott gleichkommender Stellung und Würde denkbar waren. Positionen wie die im Nicäno-Konstantinopolitanum (381) zum Dogma erhobene Trinität mit einem Gott gleichrangigen Sohn und Heiligen Geist waren aus seiner theologischen Sicht noch häretischer. Die Trinitätslehre widersprach laut Arius nicht nur den Aussagen der Bibel, sondern auch dem aristotelischen Syllogismus und sei demnach unlogisch. Umgekehrt wurde und wird aus Sicht der damaligen Vertreter der Trinitätslehre von Nicäa bzw. Konstantinopel und der christlichen Gemeinschaften sowie Kirchen, die diese noch heute anerkennen, der Arianismus als Häresie betrachtet (Arianischer Streit).
Seit der Spätantike wurde allerdings die Bezeichnung Arianer von Anhängern der nicänischen Trinitätslehre oft als Kampfbegriff für verschiedene nichtnicänische Christologien bzw. nichtnicänische Trinitätsvorstellungen gebraucht, auch wenn diese Strömungen und ihre Anhänger nicht die speziellen Ansichten von Arius teilten. Im Unterschied zur früheren Forschung beschränken daher seit wenigen Jahrzehnten viele Althistoriker und Kirchenhistoriker den Ausdruck Arianer auf die unmittelbaren Anhänger des Arius, wohingegen beispielsweise die Homöer mit ihrer nichtnicänischen Trinitätslehre, seit der Spätantike sachlich nicht zutreffend ebenfalls als Arianer bezeichnet, in der wissenschaftlichen Forschung inzwischen als eigenständige, nichtarianische trinitarische/christologische Strömung der Spätantike etabliert wurden. Tatsächliche Neu-Arianer im ursprünglichen Sinne gab es ab den späten 350er Jahren nur noch in den Anhängern des Aetius, den Heterousianern (früher auch Anhomöer oder Neuarianer), die eine Wesensähnlichkeit von Vater und Sohn verneinten, dafür eine Willensgleichheit zwischen beiden behaupteten. Die meisten homöischen Christen der Spätantike wurden zwar von ihren Gegnern als „Arianer“ bezeichnet, lehnten Arius’ Lehren aber ab und folgten den Beschlüssen der Synoden von Ariminum (359) und Konstantinopel (360), die sowohl den Arianismus als auch das Bekenntnis von Nicäa verworfen hatten.

## Theologie des Arius

Deckenmosaik aus dem Baptisterium der Arianer in Ravenna, das während der arianischen Gotenherrschaft entstanden ist. Es ist möglich, dass die beauftragenden arianischen Bischöfe ihre Lehre mit einigen Symbolen ausdrücken wollten: So geht Christus nach Osten, also in die Richtung, die der des Christus im älteren Baptisterium der Orthodoxen entgegengesetzt ist. Zudem wird das Leichentuch, das um das reich verzierte Kreuz geschlagen ist, gelegentlich als eine besondere Betonung der menschlichen Natur Christi gedeutet.

Die arianische Lehre fußt auf einer speziellen Interpretation des von Origenes vertretenen Subordinatianismus der drei Hypostasen der Trinität aus Gott, Logos-Sohn und Heiligem Geist:

„Wenn der Vater und der Sohn zwei Personen sind, dann verstieße man gegen das Monotheismusgebot, wenn man annähme, dass Vater und Sohn vom gleichen Wesen seien, denn dann hätte man zwei Götter; andererseits kann es sich aber nicht um eine Person handeln, denn das wäre der gleichfalls schon verurteilte Modalismus.“

Arius vertrat, ausgehend von seiner religionsphilosophischen Bildung (die vor allem auf Platon gründete), die folgenden Positionen bezüglich der Trinität und Christologie:
- dass Gott den Logos-Sohn durch den eigenen Willen aus dem Nichts gezeugt habe, der Logos-Sohn damit nicht aus dem Wesen Gottes gezeugt worden sei
- dass der Logos und der Vater entsprechend nicht gleichen Wesens seien (vergleiche Wesensgleichheit)
- dass nur Gott daher wahrer Gott sei, der Logos-Sohn (der dann in Jesus Mensch geworden sei) dagegen kein wahrer Gott
- dass der Sohn ein, wenn auch einzigartiges, Geschöpf des Vaters sei
- dass Gott erst Vater geworden sei, als er den Logos-Sohn gezeugt habe
- dass es eine Zeit gegeben habe, zu welcher der Sohn noch nicht existierte; er habe einen Anfang gehabt (Bestreitung der anfangslosen Gleichewigkeit von Vater und Sohn, siehe Präexistenz Christi)
- dass der Logos-Sohn daher Gott untergeordnet sei (siehe Subordinatianismus)

Bei Arius ist Gott „der Vater“ also ungeworden und ungezeugt, anfangslos und ewig, unwandelbar wie unveränderlich und absolut transzendent. Der Logos-Sohn ist als selbständige Hypostase wie alles Außergöttliche erschaffen, doch unmittelbar von Gott, doch nicht identisch mit dem Gott innewohnenden Logos. Christus wurde als Träger des erschaffenen Logos entsprechend gleichfalls vor zwar undenkbarer Zeit erschaffen, doch gab es eine – logische – Zeit, in welcher Christus noch nicht erschaffen worden war. Der Logos wird bei Arius zum nicht göttlichen, aber besonderen Schöpfungsvermittler, mit dem Gott alle weiteren Geschöpfe erschuf. Jesus gilt bei Arius entsprechend als geschaffen und damit als nicht göttlich, nicht wesensgleich mit Gott. Zudem habe nur ein Mensch leidend am Kreuz sterben können, kein Gott; die menschliche Natur sei in Christus also dominant gewesen.
Die nachfolgenden Auseinandersetzungen um Arius’ Aussagen konzentrierten sich vor allem auf die Thesen, Logos-Sohn/Gottes Sohn bzw. Vater Sohn sei „geschaffen“ und habe einen Anfang gehabt. Analog dazu war der Logos-Sohn bei Arius kein wahrer Gott. Für die Kritiker der Thesen von Arius war aber die Erlösung durch den neutestamentlichen Christus unausweichlich damit verbunden, dass der Logos-Sohn bzw. Vater Sohn auch wahrer Gott sei.
Die christologischen und trinitarischen Fragen prägten die Zeit bis ins 6. Jahrhundert. Arius fand Anhänger insbesondere in gebildeten hellenistischen Kreisen, da sein Trinitätsverständnis vom Mittelplatonismus und Neuplatonismus mitgeprägt und vor allem durch Clemens von Alexandria und Origenes im gebildeten, griechischsprachigen Christentum des östlichen Mittelmeergebietes vermittelt worden war. Das Postulat der Einheit Gottes gegen die Gnosis führte sie dazu, an der Unterordnung des Sohnes unter den Vater festzuhalten.
Ebenso wie die „nicänischen Trinitarier“ beriefen sich die „Arianer“ auf die Bibel; wie bei ihnen spielte in manchen Richtungen vermeintlich „arianischer“ Strömungen die Inspiration durch den Geist Gottes eine bedeutende Rolle, in anderen die Berufung auf die aristotelische Philosophie. In der biblischen Begründung ihrer Lehre zitierten die Arianer oft andere Stellen als die Nicäner (= Anhänger des Konzils von Nicäa); denn das Neue Testament enthält keine eindeutigen Aussagen zur Natur Jesu. Insbesondere beriefen sie sich auf den Bibelkommentar des Origenes, der an der Wesenseinheit des Vaters mit dem Sohn festhielt, welcher vor aller Zeit durch innergöttliche Zeugung zu seinem göttlichen Wesen gekommen sei: »Nun ist es möglich, dass manche nicht schätzen, was wir sagten, indem wir den Vater als den einen wahren Gott hinstellten und zugaben, dass andere Wesen neben dem wahren Gott dadurch Götter werden konnten, dass sie an Gott teilhatten«, und auf Tertullian, der gelehrt hatte, dass Jesus dem Vater untergeordnet sei (Subordinatianismus).

## Heterousianer, Homöer und Homöusianer
Zwischen dem ersten Konzil von Nicäa 325 und dem ersten Konzil von Konstantinopel 381 entstanden verschiedene, teils nur vermeintlich arianische, hauptsächlich nichtarianisch-origenistische („origenistische Mittelgruppe“) und damit nichtnicänische Christologien und Trinitätslehren, die einander teilweise widersprachen.
Die nachfolgend genannten Richtungen – Heterousianer, Homöer und Homöusianer – entwickelten sich erst ab etwa 357 n. Chr., wobei der entstehende, vermeintliche „Neu-Arianismus“ der Heterousianer mit seiner Radikalität diese Entwicklungsdynamik hauptsächlich ausgelöst hatte.
- Die Heterousianer (von altgriechisch ἑτεροούσιος [hetero-oúsios] „ein anderer nach dem Wesen [sc. als Gott-Vater]“) um Aëtios von Antiochia und Eunomius lehrten, dass Vater und Sohn dem Wesen nach verschieden seien, doch im Willen hinsichtlich des heilsgeschichtlichen Handelns übereinstimmten. Anhänger dieser Richtung wurden früher auch – nicht zutreffend – als Neuarianer oder Anomöer[6] bzw. Anhomöer bezeichnet.[7]
- Die Homöer (von ὁμοῖος κατὰ τᾶς γραφάς [homoíos katá tás graphás] „ähnlich nach den Schriften“) wie Acacius von Caesarea unterschieden Beschreibungen von Gott, dem Vater, und Logos, dem Sohn, und lehrten, dass der Vater und der Sohn einander demnach ähnlich seien.
- Die Homöusianer (von ὁμοιούσιος [homoi-oúsios] „wesensähnlich“), die der trinitarischen Lehre nahestanden, so Basilius von Ancyra, lehrten, dass der Vater und der Sohn nach dem Wesen ähnlich und der Substanz nach gleich seien.[8]

Die verschiedenen Richtungen lagen nicht nur mit den Nicänern (Homousie), sondern auch untereinander im Streit. Homöer und Homöusianer werden inzwischen nicht mehr dem „Arianismus“ zugeordnet, sondern der „origenistischen Mittelgruppe“, einer Richtung aus der Theologie des Origenes.

## Reichspolitische Bedeutung des Streits
Widerstand regte sich vor allem bei den Theologen des Westens und bei Athanasius von Alexandria, welche die Wesenseinheit von Vater und Sohn betonten: Wäre Christus nicht selbst Gott, könnte er die Menschen nicht erlösen. Das große Erlösungsverlangen im Christentum der Zeit erklärt, warum dieser Schulenstreit zu einem großen Schisma führte und erhebliche Energien band. So notierte der Geschichtsschreiber Ammianus Marcellinus aus heidnisch-ironischer Perspektive: „subtile und komplizierte Debatten über das Dogma, die im Grunde kein Versuch zu einer wirklichen Einigung waren, führten zu ständigen Kontroversen […] Scharen von Bischöfen hasteten dahin und dorthin zu ihren verschiedenen Synoden und desorganisierten so den öffentlichen Postdienst.“
In dem Moment, in dem die Kirche ein Pfeiler der staatlichen Autorität geworden war, drohte mit diesem Schisma auch ein politischer Konflikt, der den inzwischen abklingenden Zwist zwischen Heidentum und Christentum an Sprengkraft übertraf, weil ein Verlust der Loyalität eines Teils der christlichen Reichsangehörigen drohte. Das zwang den von Ossius von Córdoba beratenen Kaiser zum Eingreifen und führte auf dem von ihm einberufenen und von Ossius geleiteten Konzil von Nicäa zur Erhebung des homoousius zum Dogma. De facto mussten in der Folgezeit jedoch viele antiarianische Erlasse revidiert werden.

## Geschichte

### Entwicklung
Der arianische Streit, die Auseinandersetzungen zwischen den Anhängern der nicänischen Trinität bzw. der Wesensgleichheit von Gott-Vater und Sohn und den „echten“ arianischen Christen sowie vermeintlich „arianischen“ Christen wie den Homöern und Homöusianern samt den vermeintlich „neuarianischen“ Heterousianern, dominierte die Kirchengeschichte im 4. Jahrhundert. Nichttrinitarische Lehren und nichtnicänische Trinitätslehren, seit den Auseinandersetzungen im 4. Jahrhundert sehr lange Zeit unterschiedslos als „Arianismus“ bezeichnet, prägten damals phasen- und teilweise das Kirchenleben im Römischen Reich.
Die Mehrheit der Bischöfe im Osten des Römischen Reiches – das wurde in den nächsten Jahren nach dem nicänischen Konzil durch die weiter gehenden Auseinandersetzungen um die Christologie bzw. Trinitätslehre deutlich – gehörte zur „origenistischen Mittelgruppe“. Konstantin der Große, welcher die auf dem Nicänischen Konzil verabschiedete trinitarische Formel unter Ausschluss „arianischer“ Positionen befürwortete, hatte sich nach dem Konzil eine Versöhnung der gegnerischen Trinitätsauffassungen zum Ziel gesetzt. So wurden beispielsweise 327/328 Eusebius von Nikomedia sowie Arius von Kaiser Konstantin rehabilitiert – Arius, nachdem dieser ein „rechtgläubiges Bekenntnis“ abgelegt hatte. Von Eusebius von Nikomedia, dem später als vermeintlich „arianisch“ betrachteten, tatsächlich aber der origenistischen Mittelgruppe zugehörenden Bischof, hat sich Konstantin 337 auf dem Sterbelager taufen lassen. Auch sein Sohn Constantius II. bevorzugte und förderte die origenistische Mittelpartei, später speziell die Richtung der „Homöer“. Nach wenigen Jahren Unterbrechung seit dem Tod von Constantius II. wurde das „homöische“ Glaubensbekenntnis von Kaiser Valens erneut zum offiziellen Kirchendogma erhoben. Besonders in der Armee hingen ihm viele an.
Die Antitrinitarier und nichtnicänischen Trinitarier wurden durch Streitigkeiten zwischen den verschiedenen Richtungen geschwächt; zudem dominierten sie nur im östlichen Teil des Römischen Reiches. Ab 362 entwickelten die nicänischen Trinitarier sowie Theologen der „origenistischen Mittelgruppe“ im Laufe einiger Jahre eine mehrheitsfähige Lehre, unterstützt durch klarere Definition der verwendeten Ausdrücke, wodurch sie sprachliche Missverständnisse innerhalb der griechischen und zwischen griechischen und lateinischen Kirchenregionen ausräumen konnten und so auch für viele akzeptabel wurden, die vorher zwischen den Parteien standen.

### Phasen

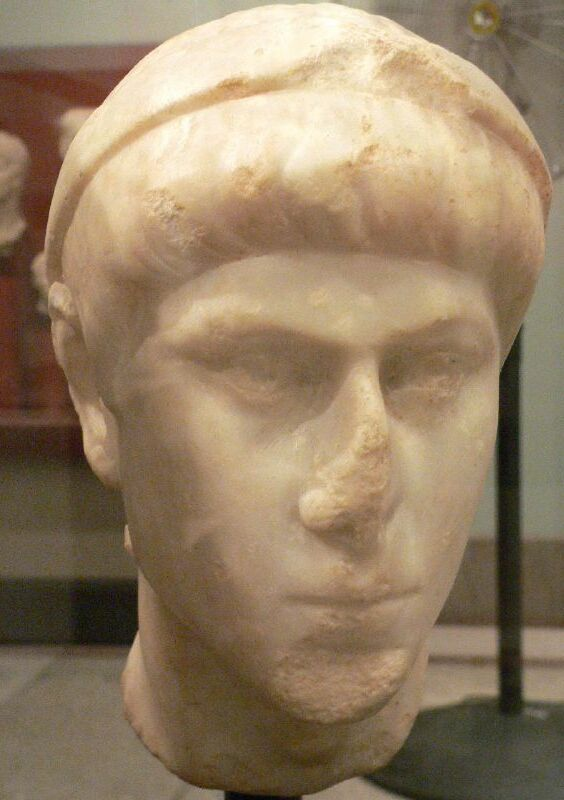
Büste von Constantius II.

Die Auseinandersetzungen kann man grob in drei Phasen unterteilen, detailliert geschildert in den Artikeln Arianischer Streit und Erstes Konzil von Nicäa:
- circ. 318–325: Ein lokaler Streit zwischen Bischof Alexander von Alexandria und Arius eskalierte im östlichen Teil des Römischen Reiches. Der seit Herbst 324 neue Alleinherrscher über das ganze Römische Reich, Kaiser Konstantin I., berief für 325 eine Synode nach Nicäa ein. Eine der Aufgaben des Konzils war, die Parteien zu einigen und eine Kompromiss-Formel zu finden, das Nicänische Glaubensbekenntnis.
- 325–361: Reaktion von Arianern, „Anti-Nicäern“ und später vermeintlichen „Neuarianern“, den Heterousianern, und weiteren vermeintlich „arianischen“ Strömungen wie den Homöusianern und den Homöern; Letztere erreichten aufgrund der Anregung wie Unterstützung durch mehrere Kaiser, besonders durch Constantius II., eine zeitweilige politische und religiöse Vormachtstellung.
- 362/79–381: Zu einer Wende kam es in den 370er Jahren, nachdem ab 362 der wichtigste „Anti-Arianier“, Bischof Athanasius in Alexandria, einen weitaus kompromissbereiteren Weg eingeschlagen hatte. Basilius von Caesarea wurde 370 Bischof von Caesarea und vor allem er, neben seinem Bruder Gregor von Nyssa und seinem Freund Gregor von Nazianz, den drei „kappadokischen Kirchenvätern“, setzte trotz Druck von Seiten Kaiser Valens’ seine Kraft für die Entwicklung eines neuen Glaubensbekenntnisses ein, welches das strittige Problem der Hypostasen und die damit verbundene Subordination in der Trinitätslehre zwischen „Anti-Arianern“ bzw. „Anti-Origenisten“ (eine Hypostase und ein Wesen) und den „Anti-Nicäern“ (drei Hypostasen, drei Wesen) lösen sollte.[16] Seit Januar 379 herrschte Theodosius I. als Kaiser über den Osten des Römischen Reiches und im November 380 wurde der „homöische“ Bischof in Konstantinopel von Theodosius ausgewiesen.[17] Theodosius I. lud auch zum ersten ökumenischen Konzil von Konstantinopel (381), wo mit der Bekenntnisformel des Nicänisch-konstantinopolitanischen Glaubensbekenntnisses der jahrzehntelange Streit um die richtige Trinitätsformel weitgehend endete.

## Verbreitung
Die Germanenstämme, die um die Mitte des 4. Jahrhunderts an den Nordostgrenzen des Römischen Reiches siedelten, wurden während der vermeintlichen Vorherrschaft des Arianismus christianisiert, da viele germanische Krieger in den Dienst Roms traten. Tatsächlich dominierte zu jener Zeit im östlichen Bereich des Römischen Reiches die origenistische Mittelgruppe, aus der sich nach 358 die beiden Richtungen der Homöer und der Homöusianer entwickelten. Der gotische Bischof Wulfila, zunächst trinitarisch bei der origenistischen Mittelgruppe und nachfolgend bei den Homöern angesiedelt, verfasste eine Bibel in gotischer Sprache (Wulfilabibel), die zu einem einigenden Band der Germanenstämme wurde, die das homöische Glaubensbekenntnis angenommen hatten. Wulfila versuchte 381 auf dem Konzil von Konstantinopel vergeblich die Verurteilung des Arianismus zu verhindern, erreichte jedoch im zweiten Kanon die Formulierung „Die Kirchen Gottes unter den barbarischen Völkern aber sollen nach der Weise regiert werden, die schon unter den Vätern herrschte“; dadurch wurde der Freiraum geschaffen, in dem der Arianismus sich als gotische und vandalische Stammeskirche halten konnte. Da sie zwar in enger Beziehung zum Römischen Reich standen, diesem aber formal nicht angehörten, hatten die Beschlüsse von 381 keine Wirkung auf sie.
Während der Völkerwanderung gelangten germanische Kriegerverbände der Burgunden und Langobarden, Ostgoten und Rugier, Sueben und Vandalen sowie Westgoten zumeist als foederati, teilweise auch als Eroberer in Gebiete des kulturell fortschrittlicheren Römischen Reichs, die weitgehend von Kirchengemeinden geprägt waren, welche die Trinitätslehre des Bekenntnisses von Nicäa bzw. Nicäno-Konstantinopolitanums übernommen hatten. Die meisten dieser Krieger teilten jedoch das anti-nicänische, homöische Glaubensbekenntnis, und womöglich führte dieses Bekenntnis zu einer gewissen Trennung zwischen ihnen und der römischen Bevölkerung. Im Verlauf des Zusammenbruchs des Weströmischen Reiches bildeten sich auf dem Boden des ehemaligen Westreichs unabhängige germanische Nachfolgereiche, in denen daher meistens eine kleine germanische, homöische Minderheit über eine romanische Mehrheit mit Nicänisch-konstantinopolitanischem Glaubensbekenntnis herrschte. In einigen Fällen führte politischer Druck dazu, dass die Minderheit das Glaubensbekenntnis der Mehrheit übernahm. So ließen sich der homöische burgundische König Sigismund im Jahr 516, der Sueben-König Miro im Jahr 572 und der homöische Westgotenkönig Rekkared I. im Jahr 587 gemäß dem Nicänisch-konstantinopolitanischen Glaubensbekenntnis von 381 taufen. Teils wird vermutet, auch der Merowinger Chlodwig I. sei vor seinem Übertritt zum Nicänisch-konstantinopolitanischen Glaubensbekenntnis nicht etwa Heide (wie meistens angenommen), sondern Homöer gewesen. Er vermied durch sein katholisches, nicänisches Bekenntnis jedenfalls Spannungen mit der romanischen Mehrheitsbevölkerung. Sein Enkel Chilperich I. soll allerdings laut Gregor von Tours noch 580 selbst eine anti-nicänische Schrift verfasst haben, was jedoch folgenlos blieb.
Die Vandalenherrscher in Nordafrika, mit der Ausnahme von Thrasamund und Hilderich, verfolgten hingegen nichthomöische, nicänische Christen mehr oder weniger stark. Offenbar hielten sie christliche Kirchengemeinden mit nicänischem Glaubensbekenntnis für gefährlich, da diese das gleiche Glaubensbekenntnis wie der römische Kaiser vertraten. Geistliche wurden ins Exil geschickt, Klöster aufgelöst und Gläubige des nicänischen Bekenntnisses unter Druck gesetzt. Die Verfolgung durch die Vandalen traf jedoch bei den katholischen Christen ebenso wie bei den Donatisten auf Widerstand. Beendet wurde sie, nachdem sie bereits lange zuvor abgeklungen war, durch die militärische Niederlage der Vandalen gegen Kaiser Justinian.
Im ehemaligen Vandalenreich in Nordafrika und auf Sardinien, die nun unter oströmische Herrschaft kamen, gab es bis zur Eroberung durch die Araber parallel lateinisch-nicänische, griechisch-nicänische und homöisch-nichtnicänische Christen. Im Westgotenreich in Spanien existierten, möglicherweise bis zur islamischen Eroberung, homöische und lateinisch-nicänische Christen nebeneinander. Zwischen 603 und 610 reaktivierte der westgotische König Witterich im Bündnis mit Langobarden und Burgundern vorübergehend nochmals das homöische Glaubensbekenntnis, und auch bei den Langobarden wurde das homöische Glaubensbekenntnis endgültig erst 662 unter König Grimoald I. vom nicäno-konstantinopolitanischen Glaubensbekenntnis abgelöst.
Unter den Arabern war das anti-nicänische Christentum in der Spätantike weit verbreitet. In der Forschung wird daher mitunter ein Zusammenhang mit dem strikten Monotheismus des späteren Islam vermutet bzw. eine geringere Hemmschwelle für anti-nicänische Christen, zum Islam zu konvertieren. Die nicänische bzw. nicäno-konstantinopolitanische Trinität, unter anderem also die Göttlichkeit Jesu sowie seine Gottessohnschaft, werden auch im Koran unter anderem an folgenden Stellen ausdrücklich abgelehnt:

„Christus Jesus, der Sohn Marias, ist doch nur der Gesandte Gottes und sein Wort, das Er zu Maria hinüberbrachte, und ein Geist von ihm. So glaubt an Gott und seine Gesandten. Und sagt nicht: Drei.“

„Er [Gott] hat nicht gezeugt, und Er ist nicht gezeugt worden.“

## Vertreter und Gegner
Wichtigster Vertreter des Arianismus war Arius selbst. Aëtios von Antiochia und Eunomius gehören zu den späteren Heterousianern (so auch etwa Theophilos der Inder und Leontios von Tripolis). Eusebius von Nikomedia kann theologisch zur „origenistischen Mittelgruppe“ gerechnet werden, Basilius von Ancyra zu den Homöusianern, die mit dem „Arianismus“ kaum Berührungspunkte hatten. Acacius von Caesarea und Eudoxius von Antiochia sind Hauptvertreter der Homöer.
Die Gegenposition zum Arianismus wie zu den Positionen der „origenistischen Mittelgruppe“ vertraten insbesondere Athanasius von Alexandria und Alexander von Alexandria, im Westen des Römischen Reiches Hilarius von Poitiers und Ambrosius von Mailand.
Basilius von Caesarea und sein Bruder Gregor von Nyssa sowie ihr gemeinsamer Freund Gregor von Nazianz, die drei kappadokischen Kirchenväter, können als die Hauptakteure bei der Weiterentwicklung der Trinitätslehre und Überwindung der Auseinandersetzung darüber ab den 370er Jahren bezeichnet werden.

## Nachfolger
In der Reformationszeit entwickelten sich wieder antitrinitarische Positionen. Die reformatorischen Antitrinitarier, die mit anderen Nichtkonformisten der Radikalen Reformation zugerechnet werden können, lehnten das Dogma der Trinität ab, weil sie hierin Luthers reformatorisches Prinzip sola scriptura („allein durch die Schrift“) verletzt sahen. Zu dauerhaften Kirchenbildungen kam es jedoch nur in Polen-Litauen (Polnische Brüder) und in Siebenbürgen (Unitarische Kirche Siebenbürgen). In Polen wurde der Antitrinitarismus vor allem durch Fausto Sozzini (1539–1604) geprägt, in Siebenbürgen kann der Reformator Franz David genannt werden. Von hier aus verbreitete sich auch der Begriff des Unitarismus, der sich über Deutschland, die Niederlande, Großbritannien und bis in die USA ausbreitete. Vor allem der von Fausto Sozzini begründete Sozinianismus hatte einen großen Einfluss auf die Theologie und insbesondere auf die religionskritische Literatur der Aufklärung im 18. Jahrhundert. Auch Isaac Newton war in seinen theologischen Schriften Antitrinitarier. Von Gegnern wurde den Antitrinitariern oft der ungenaue oder pauschale Vorwurf des Arianismus gemacht.
Unter den modernen Unitariern hat sich jedoch inzwischen auch eine nichtchristliche humanistische Richtung herausgebildet, so dass der Unitarismus nicht mehr zur Gänze dem christlich-reformatorischen Antitrinitarismus zugeordnet werden kann. Neben den Unitariern entwickelten sich später jedoch auch noch weitere antitrinitarische Gruppen wie die Christadelphians und die Church of God General Conference, die in der Traditionslehre des unitarischen Sozinianismus stehen und zum Teil in der Unitarian Christian Alliance zusammenarbeiten, sowie die Zeugen Jehovas. Doch wäre es unhistorisch, die Zeugen Jehovas als arianisch zu bezeichnen, zumal sie viele Glaubenslehren ablehnen, die die historischen Arianer noch angenommen hatten.